# Sajjeret Matkal
'Sajjeret Matkal (hebr. סיירת מטכ"ל; akronim od סיירת מטה הכללי, Sajjeret Matte ha-Kelali; ang. General Staff Reconnaissance Unit; pol. Jednostka Rozpoznawcza Sztabu Generalnego) – izraelska jednostka specjalna Sił Obronnych Izraela. Nazywana także jako Jednostka 269 (hebr. יחידה 269) lub Jednostka 262 (hebr. יחידה 262). Jej żołnierze nazywają ją zwyczajnie „Jednostka” (hebr. היחידה, ha-Jechida). Siedzibą Sajjeret Matkal jest obóz Sirkin, na przedmieściach miasta Petach Tikwa.
Jednostka powstała w 1957 roku i była wzorowana na brytyjskim SAS. Jest przygotowana do prowadzenia szerokiej gamy operacji specjalnych: rozpoznania specjalnego i zbierania informacji wywiadowczych pola walki, antyterrorystycznych i kontr-terrorystycznych, głębokiego rozpoznania i działań wywiadowczych, oraz akcji bezpośrednich, działania specjalne na tyłach przeciwnika. Sejjeret Matkal jest również używana do misji ratowania zakładników poza granicami Izraela. Jednostki, do których można porównać jednostkę Sajjeret Matkal pod względem podporządkowania i przeznaczenia, to np. amerykańska Delta Force czy brytyjski 22. Pułk SAS.
Motto jednostki zostało zapożyczone z SAS i brzmi Who Dares Wins, co można dosłownie przetłumaczyć na:

Kto się odważy, zwycięża

## Historia
Sajjeret Matkal została założona w 1957 roku przez majora Abrahama Arnana, byłego studenta jesziwy i żołnierza kompanii szturmowych Palmach. Arnan został pierwszym dowódcą Sajjeret Matkal. Otrzymał on silne wsparcie od pułkownika Dawida Lazarusa, zastępcy dowódcy Korpusu Pancernego. Do nowej jednostki zebrano byłych żołnierzy Palmach, weteranów z jednostki komandosów „Jednostka 101” i byłych spadochroniarzy. Pierwotnie była to część „Aman Jednostki 157”, ale po roku rozpoczęła niezależną działalność jako elitarna jednostka sił specjalnych Sztabu Głównego. Strukturę organizacyjną oraz system szkoleń żołnierzy oparto na brytyjskim SAS. Członkowie jednostki byli szkoleni przez Beduinów w umiejętności odnajdywania śladów na pustyni, aby dzięki temu lepiej poruszać się w terenie i mieć przewagę nad przeciwnikiem. Dzięki wykorzystaniu helikopterów Sajjeret Matkal mogła prowadzić działania operacyjne głębiej w terytorium sąsiednich państw arabskich niż jakakolwiek inna izraelska jednostka wcześniej. Większość działań operacyjnych Sajjeret Matkal jest ściśle tajnych, wiadomo jednak, że jednostka miała bardzo duży wpływ na rozwój izraelskiej armii. Między innymi opracowała taktykę infiltracji przy użyciu helikopterów. Ponadto wykorzystywanie przez jej członków pistoletów maszynowych Uzi przekonało izraelski przemysł zbrojeniowy do ich dalszego rozwoju i produkcji na większą skalę.
Jeszcze do niedawna izraelskie siły zbrojne zaprzeczały istnieniu tej jednostki. Operacje były przypisywane „elitarnym komandosom”. Jednak ze względu na duże sukcesy odnoszone przez jednostkę w śmiałych operacjach, pod koniec lat 80 XX wieku wojsko przyznało się do istnienia Sajjeret Matkal i ujawniła niektóre tajemnice dotyczące jej operacji. Pomimo to, wiele szczegółów nadal pozostaje w tajemnicy.
- 1963 – operacja „Haluc” – pierwsza operacja komandosów przy użyciu helikopterów Sikorsky H-34 na półwyspie Synaj. Było to rozpoznanie przed rozpoczęciem „operacji Shrakrak”. Komandosi zdobyli informacje o przegrupowaniu przez Egipt na półwysep Synaj jednej dywizji pancernej i trzech brygad piechoty.
- 1964 – operacja „Szrakrak” – komandosi rozłożyli na półwyspie Synaj liczne urządzenia podsłuchowe i ostrzegawcze, dzięki którym wywiad zdobywał informacje o ruchach egipskich wojsk. Operacja ta została uznana za kluczowa do osiągnięcia zwycięstwa w wojnie sześciodniowej w 1967.
- 1968 – operacja „Szok” – sabotaż elektrowni i mostów na rzece Nil w Egipcie (wspólnie z Siłami Powietrznymi Izraela).
- 1968 – operacja „Podarunek” – zniszczenie 14 arabskich samolotów na lotnisku w Bejrucie (Liban).
- 1969 – operacja „Orchard 22”, operacja Orchard 37 – zniszczenie przewodów wysokiego napięcia i anten radarowych w Egipcie.
- 1969 – operacja „Bulmus 6” – atak na ufortyfikowaną sztuczną Zieloną Wyspę (arab. الجزيرة الخضراء, al-dżazira al-chadra) u ujścia Kanału Sueskiego do Morza Czerwonego (wspólnie z Szajjetet 13). Był to moment przełomowy wojny na wyczerpanie, po którym inicjatywa przeszła z Egiptu na stronę Izraela.
- 1969 – operacja „Tarnegol 53” – zniszczenie instalacji radarowych w Egipcie (wspólnie z izraelskimi siłami powietrznymi).
- 1970 – operacja „Rodos” – atak na ufortyfikowaną wyspę Dżazirat Szadwan (arab. شدوان) w południowym krańcu Zatoki Sueskiej w Egipcie (wspólnie z Szajjetet 13).
- 1972 – operacja „Isotope” – odbicie zakładników porwanego samolotu Sabena Flight 571 w porcie lotniczym Lod w Tel Awiwie.
- 1972 – operacja „Argaz” – porwanie 5 syryjskich funkcjonariuszy wywiadu.
- 1973 – operacja „Wiosna Młodych” – zabicie przywódców organizacji terrorystycznej Czarny Wrzesień w Bejrucie, Liban (wspólnie z Szejjetet 13).
- 1973 – wojna Jom Kipur – zdobycie góry Hermon bronionej przez syryjskich komandosów (wspólnie z Brygadą Golani); działania dywersyjne w głębi terytorium Egiptu i Syrii.
- 1974 – Zamach w Ma’alot – odbicie zakładników przetrzymywanych przez terrorystów w szkole w Ma’alot-Tarszicha.
- 1975 – operacja „Savoy” – odbicie zakładników przetrzymywanych przez terrorystów w hotelu Savoy w Tel Awiwie.
- 1976 – operacja Entebbe – odbicie zakładników porwanego samolotu Air France w porcie lotniczym Entebbe w Entebbe, Uganda.
- 1978 – Coastal Road Massacre – odbicie zakładników przetrzymywanych przez terrorystów w autobusie w pobliżu kibucu Ma’agan Micha’el.
- 1980 – Misgaw Am – odbicie zakładników przetrzymywanych przez terrorystów w kibucu Misgaw Am.
- 1984 – Sprawa Kav 300(inne języki) – odbicie zakładników z uprowadzonego przez terrorystów autobusu w rejonie Dajr al-Balah w Strefie Gazy.
- 1988 – Rajd Tunezja – zabójstwo Abu Jihad w Tunisie, Tunezja (nie potwierdzone).
- 1989 – porwanie szejka Abdel Karima Obeida(inne języki) w Libanie, w celu zdobycia informacji o uprowadzonym izraelskim pilocie Ronie Arad.
- 1990 – pokonanie terrorystów, którzy zaatakowali kibuc Niccanim od strony morza.
- 1992 – operacja Bramble Bush – plan zamachu na irackiego prezydenta Saddama Husajna.
- 1994 – porwanie Mustafy Dirani w Libanie, w celu zdobycia informacji o uprowadzonym izraelskim pilocie Ronie Arad.
- 1994 – Nachshon Wachsman – nieudana próba odbicia porwanego przez terrorystów izraelskiego żołnierza Nachshona Wachsmana.
- 2006 – II wojna libańska operacja Sharp i Smooth – przeciwdziałanie przemytowi broni (wspólnie z Shaldag Unit(inne języki)), oraz inne operacje dywersyjne w głębi terytorium Libanu.
- 2007 – operacja „Orchard” – pobranie próbek ziemi z okolic reaktora jądrowego w Dajr az-Zaur w Syrii. Reaktor został następnie zbombardowany przez izraelskie siły powietrzne.

Ujawniono także kilka informacji o wypadkach śmiertelnych, do których doszło w jednostce:
- 18 lutego 1988 roku podczas szkolenia w trudnym pustynnym terenie w okolicy krateru Ramon zginął żołnierz Efraim Nehemia[2].
- 28 maja 1992 roku podczas ćwiczeń w pobliżu Ejlatu zmarło dwóch żołnierzy od udaru cieplnego.
- 5 listopada 1992 roku podczas ćwiczeń na pustyni Negew zginęło pięciu żołnierzy. Ćwiczenia odbywały się w ramach przygotowań do operacji Disaster Ce’elim B, w której miano przeprowadzić zamach na irackiego prezydenta Saddama Husajna[3].
- 1 stycznia 2008 roku podczas ćwiczeń w terenie zginął w upadku z urwiska żołnierz Nabuani Tamir[4].

W Sajjeret Matkal służyło kilku późniejszych wysokich dowódców wojskowych oraz polityków izraelskich. Byli to między innymi: premier Binjamin Netanjahu, premier i minister obrony Ehud Barak, wicepremier Sza’ul Mofaz, generał major Mattan Wilnaj, szef Sztabu Głównego Mosze Ja’alon, szef Szin Bet Awi Dichter, dyrektor Mosadu Dani Jatom i Szabattaj Szawit, politycy Awszalom Wilan, Jochanan Plesner i Ehud Jatom, generałowie Amiram Lewin, Uzzi Dajan, Nehemia Tamari, Szaj Awital, Etan Jicchak i Tal Ruso.

## Rekrutacja i szkolenie
Sajjeret Matkal jest jednostką z dużym stopniem utajnienia i niewiele wiadomo o zasadach rekrutacji i szkolenia. Jej członkowie są dobierani na zasadzie selekcji najlepszych żołnierzy izraelskiej armii. Od lat 70. XX wieku organizowany jest tajny obóz rekrutacyjny (Gibbusz), na który mogą zgłaszać się ochotnicy. Jest on organizowany dwa razy do roku. Rekruci przechodzą wyczerpujące kilkudniowe testy w warunkach polowych. Są oni przez cały czas monitorowani przez lekarzy i psychologów. Ci, którzy przejdą pomyślnie testy, otrzymują propozycję przystąpienia do Sajjeret Matkal. W latach 90 XX w. system obozów rekrutacyjnych przyjęły także inne jednostki izraelskich sił specjalnych (Sajjeret). Po przyjęciu do jednostki, rekrut przechodzi intensywne 20 miesięczne szkolenie, z dużym naciskiem na broń strzelecką, sztuki walki, nawigację, kamuflaż, rekonesans i inne umiejętności ważne dla przetrwania za liniami wroga. System szkolenia przebiega w następującym porządku: (1) cztery miesiące podstawowego szkolenia piechoty, które odbywa się w podstawowej bazie szkoleniowej spadochroniarzy. Jest to część rutynowego podstawowego szkolenia normalnych spadochroniarzy; (2) dwumiesięczne zaawansowane szkolenie piechoty, przeprowadzane w obrębie jednostki; (3) trzytygodniowy kurs spadochronowy, który odbywa się w Szkole Spadochroniarstwa Sił Obronnych Izraela; (4) pięciotygodniowy kurs walki z terroryzmem (CT) przeprowadzany w Szkole Antyterroryzmu Sił Obronnych Izraela. Jest on później kontynuowany w obrębie jednostki; (5) szkolenie z rozpoznania dalekiego z uwzględnieniem nawigacji, przeprowadzane w obrębie jednostki. Gdy w większości jednostek sił specjalnych szkolenia tego typu odbywają się parami (względy bezpieczeństwa), w Sajjeret Matkal kadeci przechodzą szkolenie pojedynczo. Aby otrzymać czerwony beret muszą odbyć 120-kilometrowy bieg (Beret March). Sajjeret Matkal ma swoją odznakę (przyznawane podczas nocnych uroczystości w fortecy Masada), jednak jej żołnierzom nie wolno ich nosić w miejscach publicznych. Wynika to ze względów bezpieczeństwa oraz wymogów utrzymania tajemnicy prowadzonych działań operacyjnych. Żołnierze najczęściej działają w ubraniach cywilnych.

## Organizacja
Organizacyjnie Sajjeret Matkal podlega wywiadowi wojskowemu Aman. Struktura organizacyjna Sajjeret Matkal jest wyjątkowa i inna od wszystkich innych jednostek izraelskich sił specjalnych. Wynika to z faktu, że Sajjeret Matkal nie ma z góry określonych zadań w czasie wojny. Jednostka wykonuje wszelkie zadania operacyjne przydzielane bezpośrednio przez Sztab Generalny Sił Obronnych Izraela. Z tego powodu jest ona organizacyjnie przygotowana do przeprowadzenia rozmaitych zadań. Sajjeret Matkal posiada pododdziały: wsparcia technicznego i informacyjnego, służby medycznej, zespół ekspertów od infiltracji, zespoły snajperskie, saperzy i inne. Może więc działać w dużym stopniu niezależnie od innych jednostek wojskowych izraelskiej armii. Jednostka liczy około 300 komandosów.

## Uzbrojenie
Uzbrojenie Sajjeret Matkal jest wysoce specjalistyczne i zamówienia na rzecz tej JW są realizowane odrębnie od ogólnych zamówień izraelskiego wojska. Jako komandosi Aman, żołnierze jednostki mogą korzystać praktycznie z wszystkich rodzajów broni oferowanych na międzynarodowym rynku. Chociaż izraelski sprzęt wojskowy jest bardzo dobrej jakości, to jednak do niektórych działań operacyjnych jest wybierane alternatywne uzbrojenie zagraniczne. Wynika to także z faktu potrzeby zacierania śladów i utrudnienia późniejszej identyfikacji sprawców przeprowadzonej operacji taktycznej. Podczas misji jest wykorzystywana podobna broń jaką wykorzystują funkcjonariusze Aman czy „Instytutu”: pistolety Glock 17 i Glock 18, karabinek Tavor TAR-21 i Galil, pistolety maszynowe Uzi, karabiny wyborowe M 24 i Steyr SSG 69, strzelby Remington 870 i Mossberg 500.

## Dowódcy Sajjeret Matkal
Poniżej znajduje się lista dowódców Sajjeret Matkal, których nazwiska zostały dopuszczone do publikacji:
- Awraham Arnon (1957–1961)
- Joseph Castell (1961–1962)
- Awraham Arnon (1962–1964)
- Dow Tamari (1964–1967)
- Uzzi Jairi (1967–1969)
- Menachem Dygali (1969–1971)
- Ehud Barak (1971–1973)
- Gijjora Macior (1973–1975)
- Jonatan Netanjahu (1975–1976)
- Amiram Lewine (1976–1978)
- Nehemia Tamari (1978–1980)
- Uzzi Dajan (1980–1982)
- Szaj Awital (1982–1984)
- Omer Bar-Lew (1984–1987)
- Mosze Ja’alon (1987–1989)
- Ran Shachor (1989–1991)
- Ben Amos-Awraham (1991–1992)
- Doron Awital (1992–1994)
- Shachar Argaman (1994–1996)
- Yuval Rachamilevich (1996–1998)
- Niccan Alon (1998–2001)
- Herzi Halevi (2001–2004)
- Oded Raor (2004–2007)
- Uri Gordin (2007–2010)
- Guy Szafran (2010–2013)
- Shlomi Binder (2013–2016)
- H. P. (2016–2019)
- Jonathan Rom (2019–2021)
- J. (2021–2024)
- N. (od 2024)